# Samsunspor Kulübü Derneği
O Samsunspor Kulübü Derneği (mais conhecido como Samsunspor) é um clube profissional de futebol turco com sede na cidade de Samsun, capital da província homônima, fundado em 30 de junho de 1965. Atualmente disputa a Segunda Divisão Turca. 
Manda seus jogos no Novo Estádio 19 de Maio de Samsun, com capacidade para 33,919 espectadores. Os principais rivais do clube é o Trabzonspor sendo esse o seu maior rival e o Rizespor. 

## Títulos
- Segunda Divisão Turca (7): 1968–69, 1975–76, 1981–82, 1984–85, 1990–91, 1992–93 e 2022–23
- Copa dos Balcãs (1): 1993–94
- Terceira Divisão Turca (1): 2019–20 (Grupo Branco)
- Taça Ministério da Juventude e Desportos: (1): Campeão 1976 [3][4]

### Campanhas de Destaque
- Vice–Campeão da Segunda Divisão Turca (2): 1968–69 e 2010–11
- Vice–Campeão da Copa da Turquia (1): 1987–88

## Uniformes

### Uniformes dos jogadores
2018-19
| 1º uniforme | 2º uniforme | 3º uniforme | 4º uniforme |

2011-12
| 1º uniforme | 2º uniforme | 3º uniforme | 4º uniforme | 5º uniforme |

## Elenco
- Atualizado em 15 de junho de 2021.

Legenda
- : Capitão
- : Lesão